# 48. Berlini Nemzetközi Filmfesztivál
A 48. Berlini Nemzetközi Filmfesztivál 1998. február 11. és 22. között rendezték meg, a nyitófilm Jim Sheridantől A bunyós, míg a zárófilm Francis Ford Coppolatól az Amikor a farok csóválja… volt. A fesztivál zsűrielnöke Ben Kingsley brit színész volt. Az Arany Medve díjat Walter Salles filmje, a Központi pályaudvar nyerte. A fesztiválon egy retrospektívvel emlékeztek meg Robert Siodmak és Curt Siodmark német filmrendezőkről.

## Zsűri
Az alábbi emberek voltak a fesztivál zsűrijének tagjai:
- Ben Kingsley, brit színész - Zsűrielnök
- Senta Berger, osztrák színésznő és producer
- Li Cheuk-to, a Hongkongi Nemzetközi Filmfesztivál művészeti vezetője
- Leslie Cheung, hongkongi színész és zenész
- Héctor Olivera, argentin filmkészítő
- Helmut Dietl, német filmkészítő
- Brigitte Roüan, francia filmkészítő és színésznő
- Annette Insdorf, francia producer
- Maya Turovskaya, ukrajnai történész és filmkritikus
- Maurizio Nichetti, olasz színész, filmkészítő és producer
- Michael Williams-Jones, a Miramax Films brit elnöke

## Versenyben lévő filmek
Az alábbi filmek voltak versenyben az Arany Medve- és az Ezüst Medve-díjakért:
| Magyar cím                  | Erederi cím                    | Rendező                             | Ország                                                                             |
| --------------------------- | ------------------------------ | ----------------------------------- | ---------------------------------------------------------------------------------- |
| Barbara                     | Barbara                        | Nils Malmros                        | Dánia, Feröer szigetek                                                             |
| A nagy Lebowski             | The Big Lebowski               | Joel Coen                           | Amerikai Egyesült Államok, Egyesült Királyság                                      |
| Das Mambospiel              | Das Mambospiel                 | Michael Gwisdek                     | Németország                                                                        |
| A bunyós (nyitófilm)        | The Boxer                      | Jim Sheridan                        | Amerikai Egyesült Államok, Írország                                                |
| The Boys                    | The Boys                       | Rowan Woods                         | Ausztrália                                                                         |
| A kis véreskezű             | The Butcher Boy                | Neil Jordan                         | Amerikai Egyesült Államom, Írország                                                |
| Központi pályaudvar         | Central do Brasil              | Walter Salles                       | Brazília, Franciaország                                                            |
| A főbiztos                  | The Commissioner               | George Sluizer                      | Egyesült Királyság, Amerikai Egyesült Államok, Franciaország, Németország, Belgium |
| Süketek földje              | Страна глухих                  | Valery Todorovsky                   | Oroszország, Franciaország                                                         |
| Műszak után, Las Vegas!     | Girls' Night                   | Nick Hurran                         | Egyesült Királyság                                                                 |
| Good Will Hunting           | Good Will Hunting              | Gus Van Sant                        | Amerikai Egyesült Államok                                                          |
| Yue kuai le, yue duo luo    | 愈快樂愈墮落                   | Stanley Kwan                        | Hongkong                                                                           |
| Halálos szenvedély          | I Want You                     | Michael Winterbottom                | Egyesült Királyság                                                                 |
| Jackie Brown                | Jackie Brown                   | Quentin Tarantino                   | Amerikai Egyesült Államok                                                          |
| A törvény terhe             | Left Luggage                   | Jeroen Krabbé                       | Amerikai Egyesült Államok, Hollandia, Belgium, Egyesült Királyság                  |
| La mirada del otro          | La mirada del otro             | Vicente Aranda                      | Spanyolország                                                                      |
| Jeanne és a tökéletes férfi | Jeanne et le Garçon formidable | Olivier Ducastel, Jacques Martineau | Franciaország                                                                      |
| Sada                        | 戯作・阿部定の生涯             | Nobuhiko Obayashi                   | Japán                                                                              |
| Megint a régi nóta          | On connaît la chanson          | Alain Resnais                       | Franciaország, Egyesült Királyság, Svájc                                           |
| Egy tenyér ha csattan       | The Sound of One Hand Clapping | Richard Flanagan                    | Ausztrália                                                                         |
| Fang lang                   | 放浪                           | Lin Cheng-sheng                     | Tajvan                                                                             |
| A vőlegény tanúja           | Il testimone dello sposo       | Pupi Avati                          | Olaszország                                                                        |
| Trop (peu) d'amour          | Trop (peu) d'amour             | Jacques Doillon                     | Franciaország                                                                      |
| Amikor a farok csóválja…    | Wag the Dog                    | Barry Levinson                      | Amerikai Egyesült Államok                                                          |
| Xiu Xiu                     | 天浴                           | Joan Chen                           | Hongkong, Amerikai Egyesült Államok, Tajvan                                        |

## Győztesek
- Arany Medve: Központi pályaudvar (Walter Salles)
- Zsűri Nagydíja: Amikor a farok csóválja… (Barry Levinson)
- Ezüst Medve díj a legjobb rendezőnek: Neil Jordan (A kis véreskezű)
- Ezüst Medve díj a legjobb színésznőnek: Fernanda Montenegro (Központi pályaudvar)
- Ezüst Medve díj a legjobb színésznek: Samuel L. Jackson (Jackie Brown)
- Ezüst Medve díj egyedülálló teljesítményért: Matt Damon (Good Will Hunting)
- Ezüst Medve díj a kiemelkedő művészi teljesítményért: Alain Resnais (Megint a régi nóta)
- Alfred Bauer-díj: Yue kuai le, yue duo luo (Stanley Kwan)
- Tiszteletbeli említések:
  - Sławomir Idziak (Halálos szenvedély)
  - Isabella Rossellini (A törvény terhe)
  - Eamonn Owens (A kis véreskezű)
- Tiszteletbeli Arany Medve
  - Catherine Deneuve
- Berlinale Kamera
  - Carmelo Romero
  - Curt Siodmak
- Kék Angyal díj
  - A törvény terhe (Jeroen Krabbé)
- FIPRESCI-díj
  - Sada (Nobuhiko Obayashi)

## Fordítás
- Ez a szócikk részben vagy egészben  a(z)   48th Berlin International Film Festival című angol Wikipédia-szócikk fordításán alapul.  Az eredeti cikk szerkesztőit annak laptörténete sorolja fel. Ez a jelzés csupán a megfogalmazás eredetét és a szerzői jogokat jelzi, nem szolgál a cikkben szereplő információk forrásmegjelöléseként.